# سفارت آلمان در پاریس
سفارت آلمان در پاریس (انگلیسی: Embassy of Germany, Paris)دفتر ارشد دیپلماتیک آلمان در فرانسه است. این سفارت در خیابان فرانکلین دی. روزولت [fr] در منطقه ۸ پاریس واقع شده است. سفیر فعلی آلمان در فرانسه هانس دیتر لوکاس [de; fr]است.این سفارت کنسولگری هایی در بوردو، لیون، مارسی و استراسبورگ دارد.

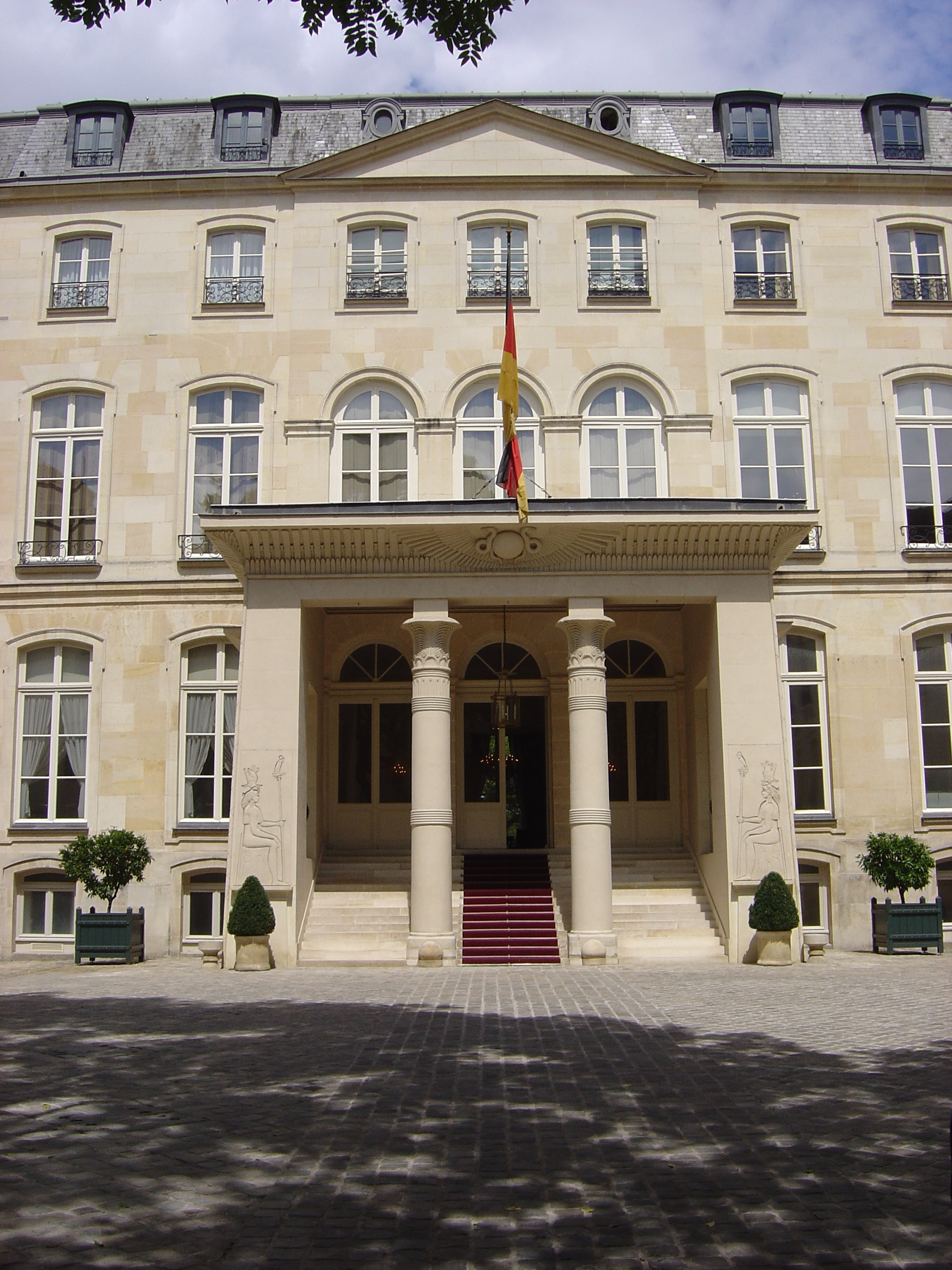
رواق هتل بوهارنایس

## تاریخچه
پس از جنگ فرانسه و پروس ۱۸۷۰-۱۸۷۱ و تا آغاز جنگ جهانی دوم، سفارت امپراتوری آلمان در جمهوری فرانسه در هتل بوهارنایس، محل اقامت فعلی سفیر آلمان قرار داشت.
پس از جنگ جهانی دوم ساختمان هشت طبقه سفارت آلمان در پاریس بین سال ۱۹۶۰ تا ۱۹۶۳ ساخته شد.

## اقامتگاه سفیر
اقامتگاه رسمی سفیر آلمان در پاریس در هتل بوهارنایس در منطقه هفتم پاریس واقع شده است. ساخت این ساختمان در سال ۱۷۱۴ میلادی به پایان رسید. در سال ۱۸۰۳، این سازه توسط اوژن دو بوهارنا (Eugène de Beauharnais) خریداری شد و آن را به سبک امپراتوری بازسازی کرد. این بنا از ۲۵ ژوئیه ۱۹۵۱ به عنوان یک بنای تاریخی رسمی ثبت شده است. در طول جنگ جهانی دوم، این ساختمان به عنوان اقامتگاه اتو آبتز، سفیر آلمان در فرانسه ویشی عمل می کرد تا اینکه در سال ۱۹۴۴ مصادره شد.  در سال ۱۹۶۱ در جریان مذاکرات مربوط به معاهده الیزه این ساختمان به آلمان غربی بازگردانده شد.